# 정선 문씨
정선 문씨(旌善文氏)는 강원특별자치도 정선군을 본관으로 하는 한국의 성씨이다.
시조 문림간(文林幹)이 고려조에 태자소부(太子少傅)를 지냈다. 문림간의 아들 문관(文冠)이 고려 문종 때 과거에 급제한 후 1111년(예종 6년) 수사공(守司空)·참지정사(叅知政事)에 이르렀다.
『신증동국여지승람(新增東國輿地勝覽)』과 정선 문씨 족보에는 문림간이 원래 전씨(全氏)였다가 문씨(文氏)를 받았다고 하였으나, 이는 후대의 윤색으로 짐작된다.

## 인구
- 1985년 8,366명
- 2000년 116명
- 2015년 19명

## 참고 자료
- 뿌리찾기운동본부 편저 (1998년 4월 25일). 《한글판 우리집의 족보》. 서울: 민중서원. 부록 11쪽쪽.